# 瓦克斯贝格
瓦克斯贝格是德国巴伐利亚州的一个市镇。总面积64.83平方公里，总人口3591人，其中男性1791人，女性1800人（2011年12月31日），人口密度55人/平方公里。